# فيرمن تشافيز
فيرمن تشافيز (بالإسبانية: Fermín Chávez)‏ هو صحفي ومؤرخ وشاعر أرجنتيني، ولد في 13 يوليو 1924 في Nogoyá ‏ في الأرجنتين، وتوفي في 28 مايو 2006 في بوينس آيرس في الأرجنتين بسبب مرض قلبي وعائي.